# Portia Simpson-Miller
Portia Lucretia Simpson-Miller (Saint Catherine, 12 de diciembre de 1945) es una política jamaicana que ocupó el cargo de primera ministra de su país desde el 30 de marzo de 2006 hasta el 11 de septiembre de 2007 y desde el 5 de enero de 2012 hasta el 3 de marzo de 2016. Es presidenta del Partido Nacional del Pueblo y desde el 2007 hasta el 2012, líder de la oposición.
Elegida por primera vez al parlamento en 1976 por el Partido Nacional Popular (PNP), ejerció como Ministra de Trabajo (bajo distintas denominaciones en el gabinete) entre 1989 y 2000. En este último año pasó a desempeñar la cartera de Turismo hasta 2002, cuando se convierte en Ministra de Gobierno Local. En 2006, tras la renuncia de Percival James Patterson como primer ministro de Jamaica, se inicia la carrera por su sucesión al interior del PNP, en la que tras una cerrada disputa con el ministro de Seguridad Nacional Peter Phillips, Simpson-Miller es elegida. Tomó posesión de su cargo el 30 de marzo de 2006, convirtiéndose en la primera mujer en liderar el gobierno de Jamaica. 
El 29 de diciembre de 2011 se convocaron elecciones adelantadas, en las que el primer ministro Andrew Holness perdió la mayoría de los escaños, dando la victoria a la formación política encabezada por Simpson-Miller, que a partir del 1 de enero de 2012 fue designada primera ministra.